# Mesopsylla apscheronica
Mesopsylla apscheronica är en loppart som beskrevs av Wagner et Argyropulo 1934. Mesopsylla apscheronica ingår i släktet Mesopsylla och familjen smågnagarloppor. Inga underarter finns listade i Catalogue of Life.